# Changji
Changji (昌吉市S) è una città-contea della Cina, situata nella regione autonoma di Xinjiang e amministrata dalla prefettura autonoma hui di Changji.